# Xenia membranacea
Xenia membranacea är en korallart som beskrevs av Schenk 1896. Xenia membranacea ingår i släktet Xenia och familjen Xeniidae. Inga underarter finns listade i Catalogue of Life.